# Konohiki

Mapa de una ahupua´a en la isla de Oahu, Hawái

Un konohiki es un jefe de una división de tierra o ahupuaʻa del Reino de Hawái que administraba la tierra gobernada por un jefe de aliʻi.

## Antecedentes
Las tierras de los jefes gobernantes de Hawái se dividieron en divisiones radiales de tierra cuando fue posible. Estas divisiones estaban bajo el control de otros jefes más pequeños y eran administradas por un mayordomo. La tierra se dividía en estricto cumplimiento de los deseos de los ali'i nui. La isla se llamó mokupuni y se dividió en varios moku. Los parámetros del moku (distrito) iban desde la cima de la montaña más alta, hasta el mar. Estas divisiones estaban regidas por un aliʻi ʻaimoku que habría sido nombrado por el jefe de gobierno. Cada uno de estos mokus se dividió a su vez en ahupuaau, llamado así por el límite divisorio alterado donde se recaudaban los impuestos para cada área durante el Makahiki. Cada ahupuaau fue entonces dirigido por un jefe o jefe llamado Konohiki.
En Keelikolani vs. Robinson, el término también se define como «Agente de la Tierra». En Territory vs. Bishop Trust Co. LTD., cuando el agente fue nombrado por un jefe se le llamó por el título de konohiki. Cuando se referían a la persona con título como Konohiki, esto significaba que se encargaban del cuidado de la división de la tierra para el rey o la nobleza a la que se le concedía la tierra. El término también podía ser un área designada de tierra de propiedad privada en comparación con la propiedad del gobierno. Un jefe de tierras no podía perder la tenencia vitalicia de la tierra incluso después de ser destituido del cargo, pero un jefe que supervisa la misma tierra no tiene tal derecho.
A menudo se hace referencia a aliʻi y a konohiki juntos; sin embargo, mientras que la mayoría o todos los konohiki eran de la nobleza de aliʻi, no todos aliʻi eran konohiki. El diccionario hawaiano da la definición de jefe de una división de tierras, pero también se utiliza para describir los derechos de pesca. El término cuando se divide en dos partes es el siguiente: Kono se define como atraer, o incitar y hiki se define como algo que se puede hacer. El konohiki era un pariente del aliʻi y supervisaría la coordinación de la propiedad, incluyendo los derechos de agua, la distribución de la tierra, el uso agrícola y cualquier mantenimiento. El konohiki también se aseguraría de que las cantidades correctas de regalos y tributos a la aliʻi se hicieran correctamente en los momentos adecuados.
Al incorporarse el capitalismo al reino, los konohiki se convertirían en recaudadores de impuestos, terratenientes y guardianes de las pesquerías.